# ハンバー・スーパー・スナイプ

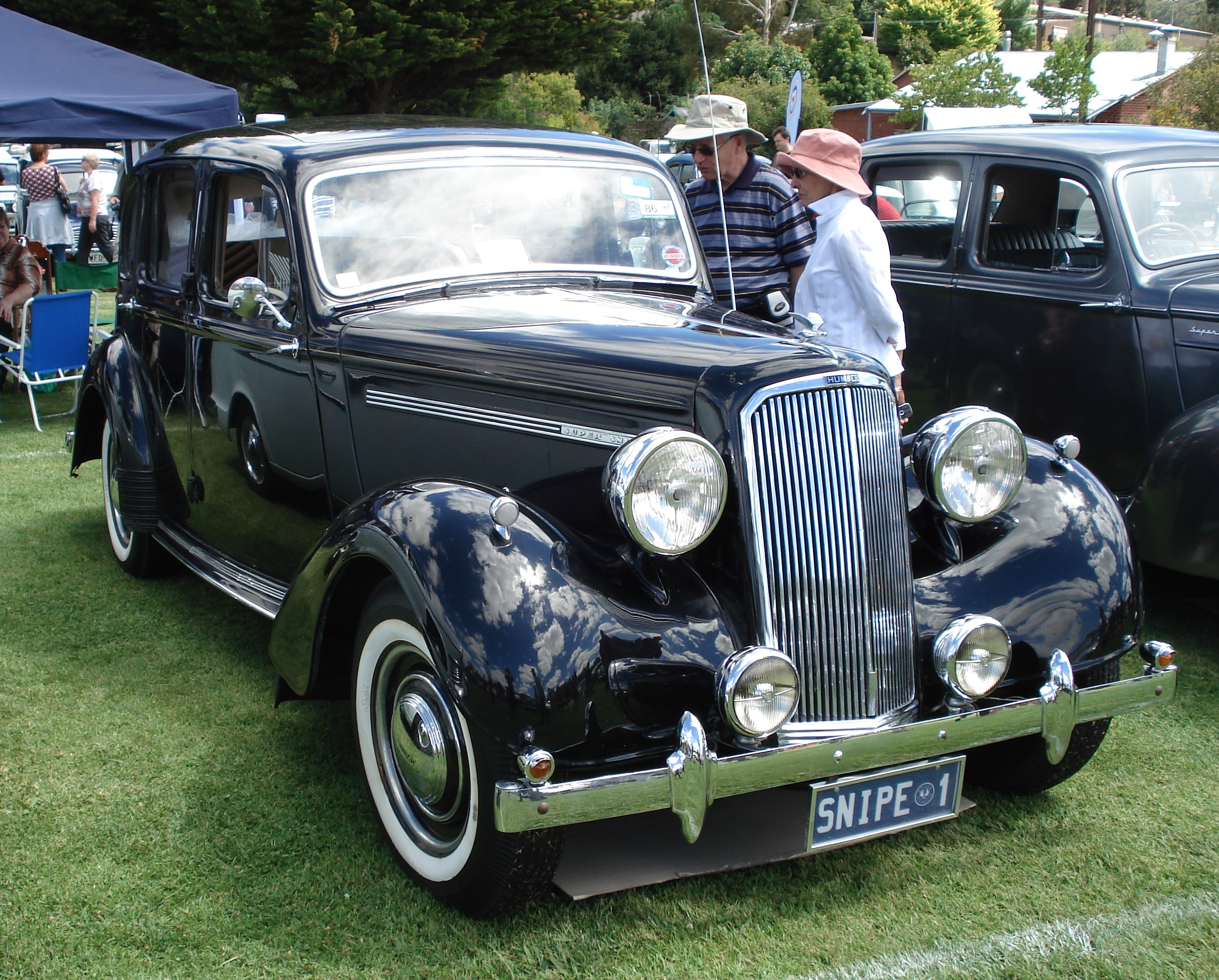
マークI(1946)

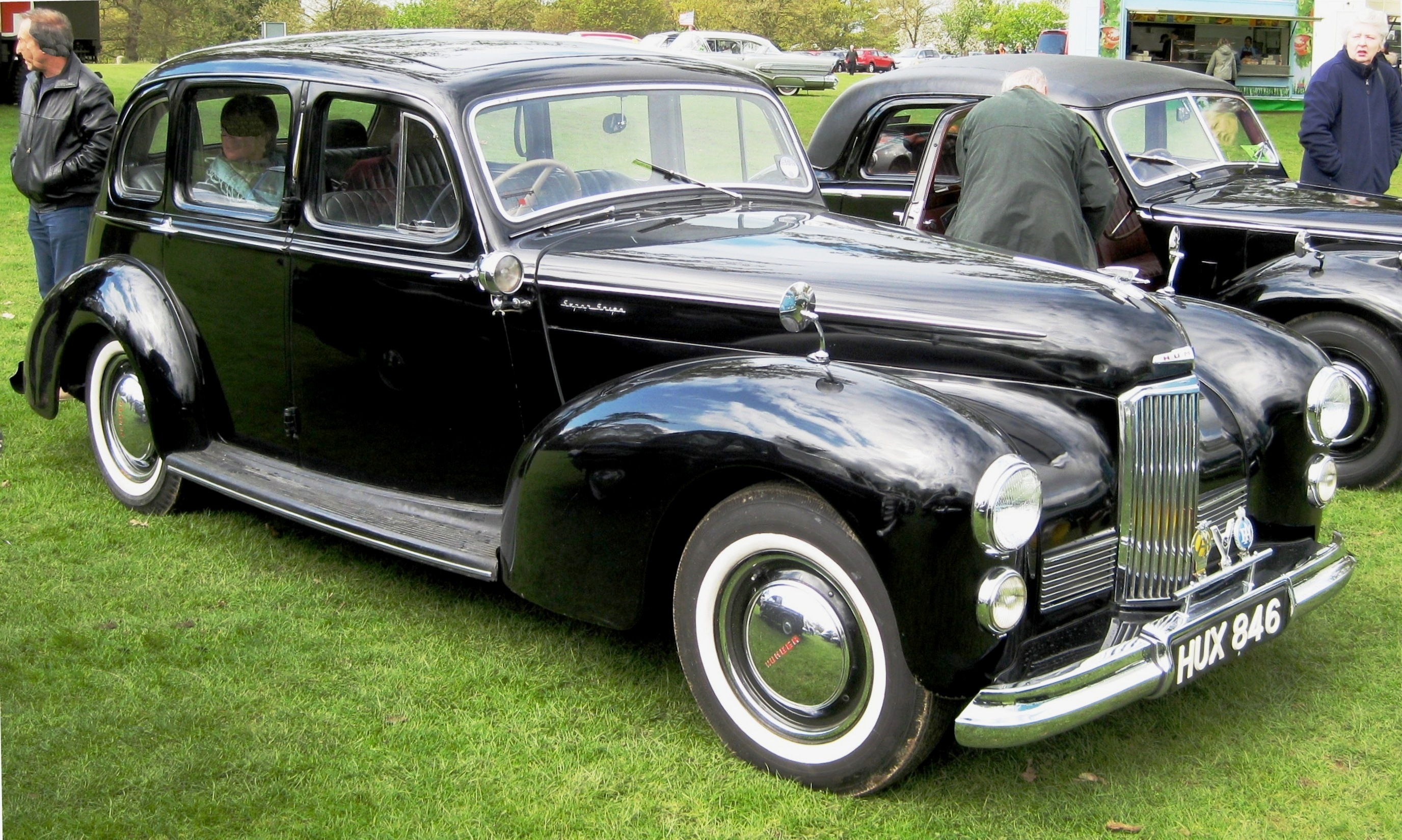
マークII(1949)

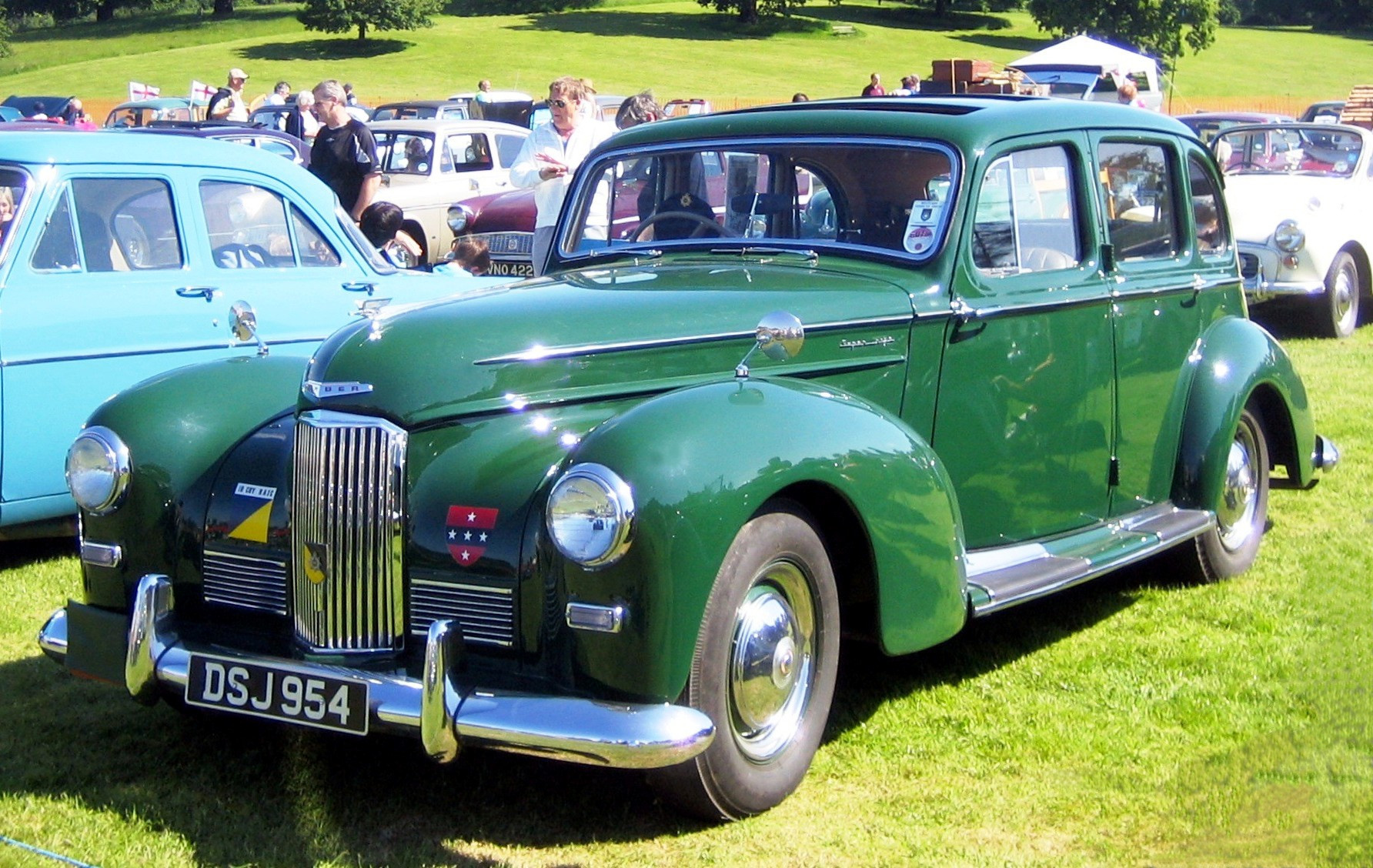
マークIII(1951)

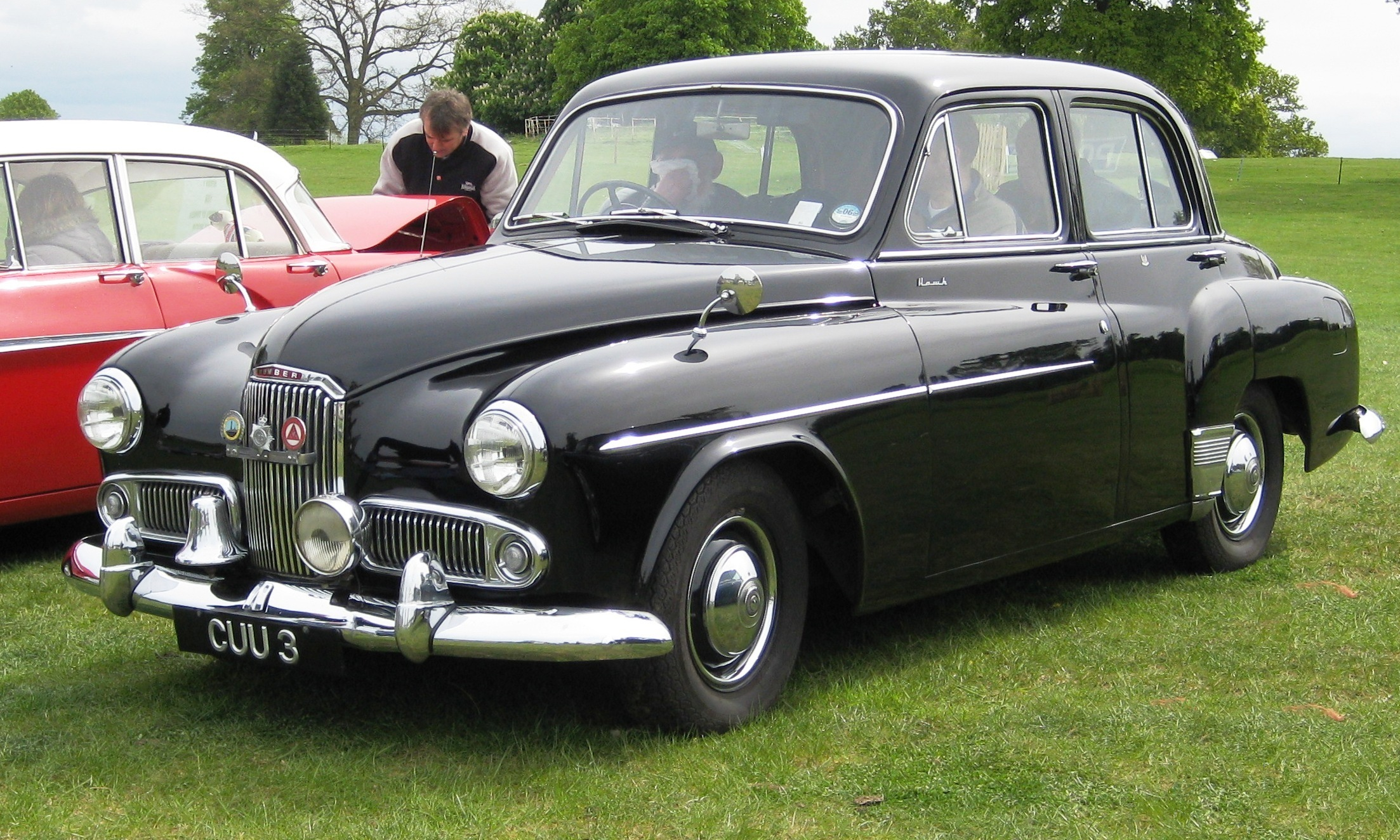
マークIVのベースとなったハンバー・ホーク

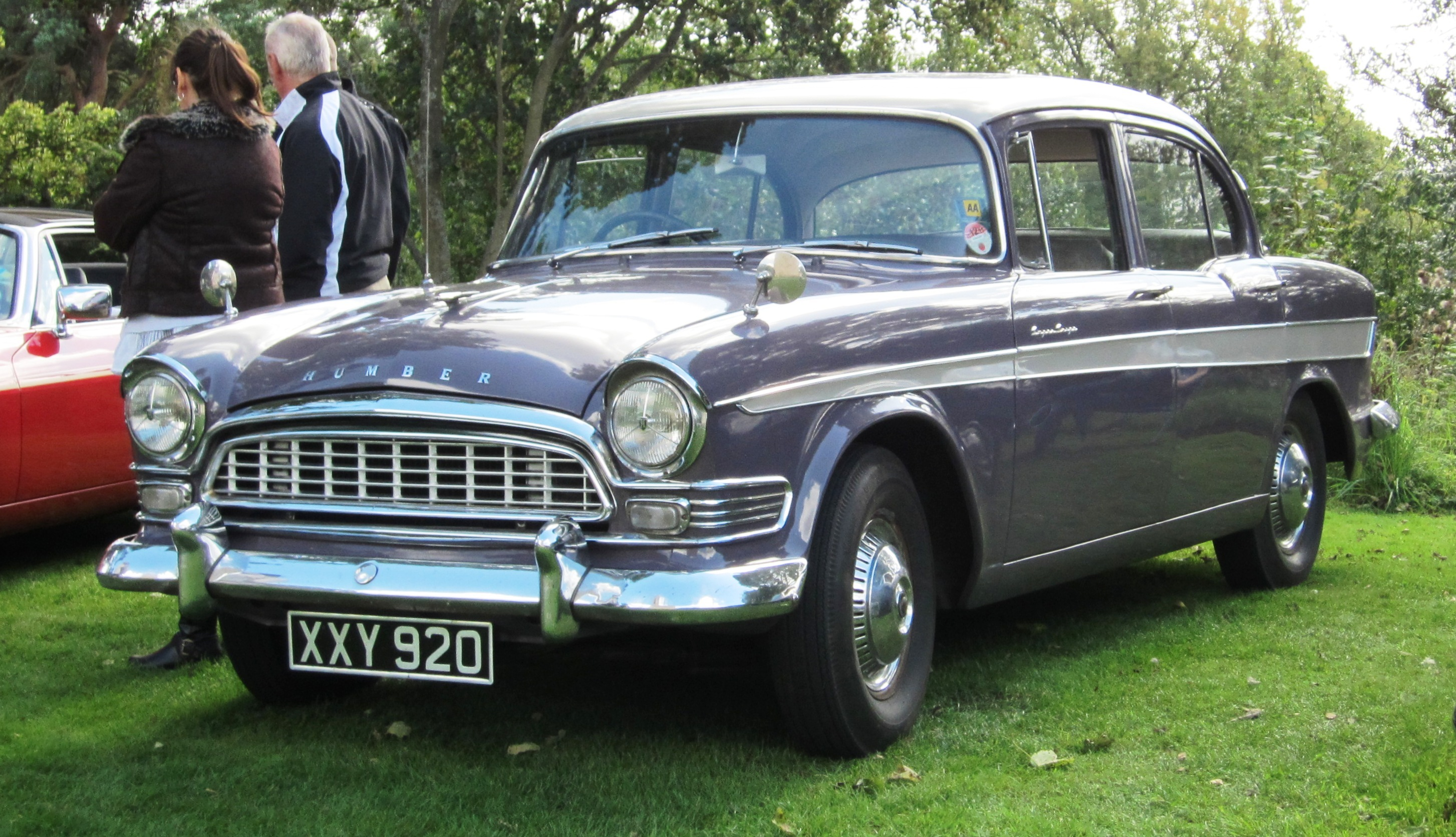
「ニュー」スーパー・スナイプ・シリーズII

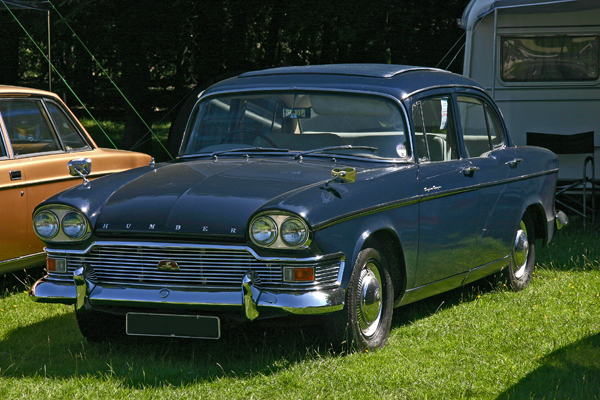
「ニュー」スーパー・スナイプ・シリーズIII

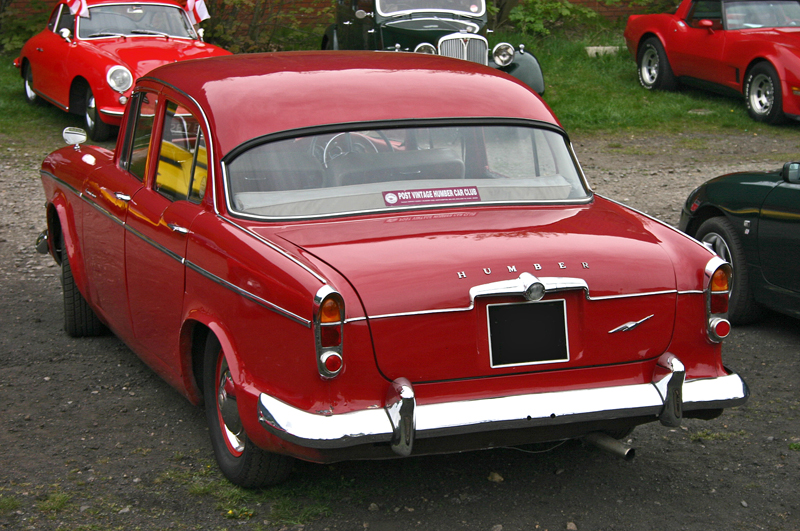
シリーズIV リアビュー

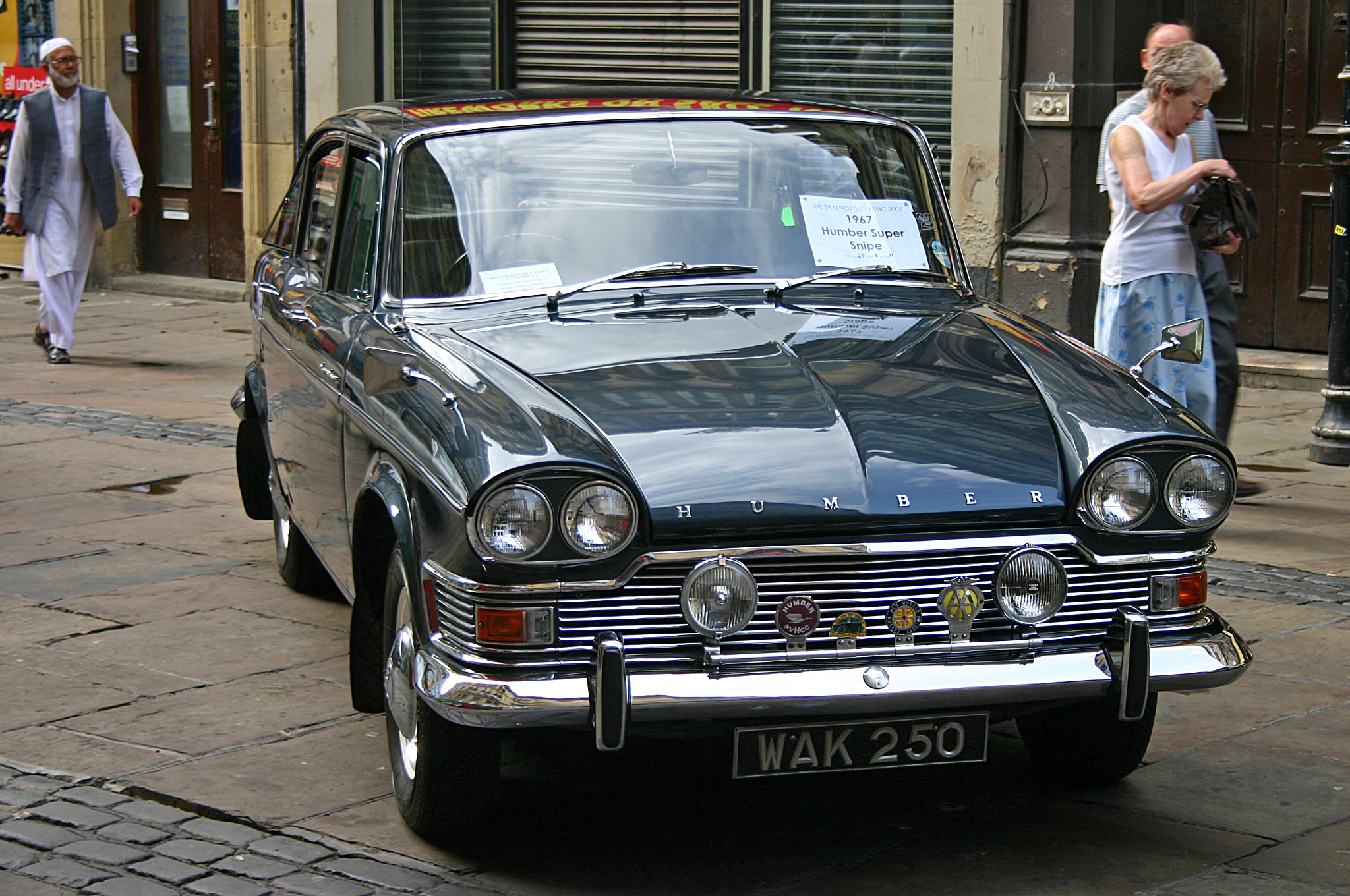
シリーズV

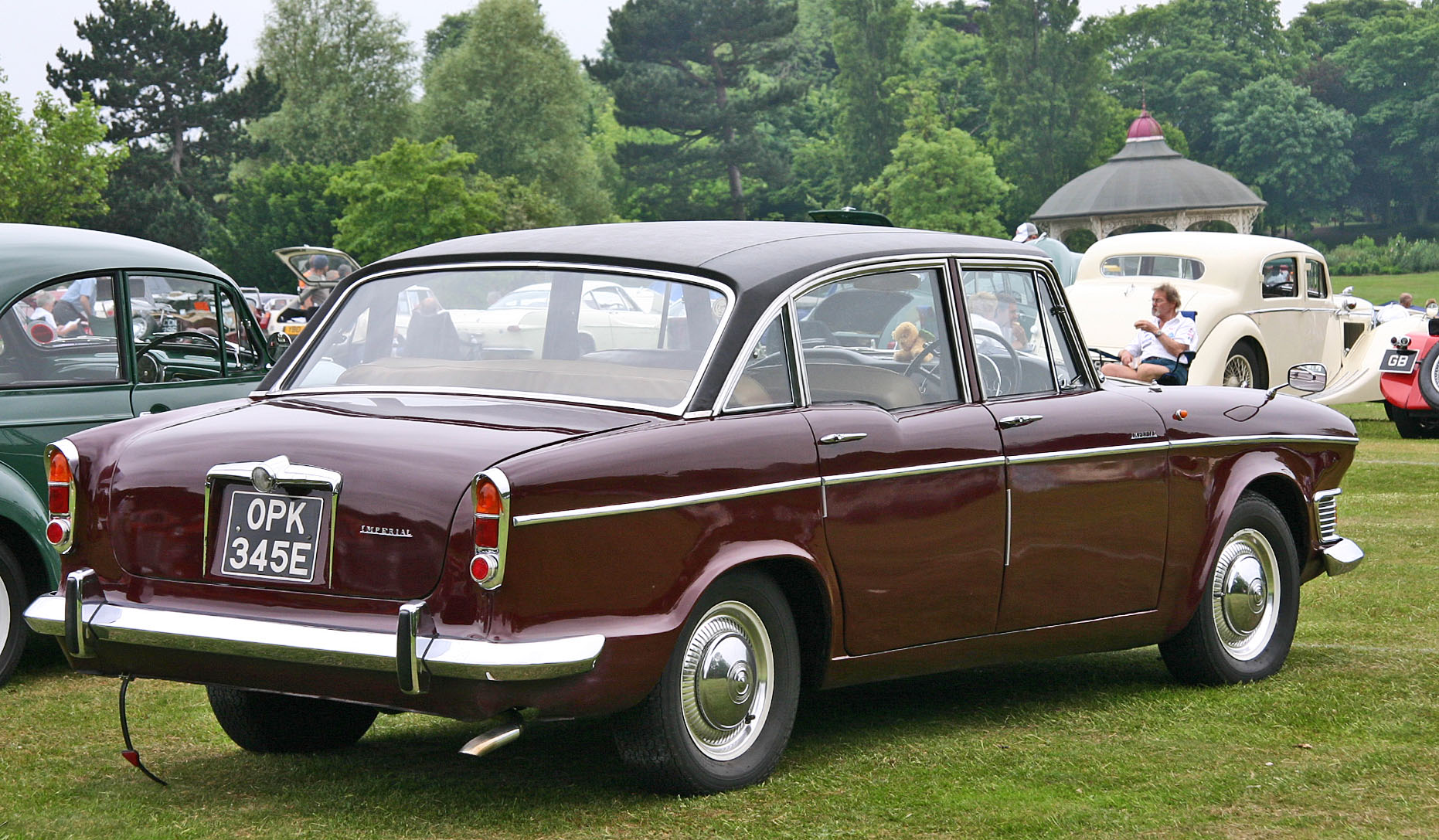
インペリアル

スーパー・スナイプ（Super Snipe）は、イギリスにかつて存在した自動車メーカーであるルーツ・グループが、ハンバーのブランドで1938年から1967年まで製造していた大型乗用車・高級車である。

## 戦前型（1938年 - 1940年）
1938年10月に登場。既存上級モデルのプルマンに搭載されていたサイドバルブ式直列6気筒4,086 ccエンジンを、1クラス下でホイールベース2,896 mm（114インチ）の3,000 cc級モデル「スナイプ」のシャシーに載せた中間車種として登場した。
プルマンより軽量でハイパワーな車種となり、最高速度は127 km/h、当時としては高速車として扱われた。ボディ形状は4ドアセダン、4ドアスポーツセダン、2ドアドロップヘッドクーペの三種類だった。
性能に対して比較的割安な価格を武器に、アッパーミドル層（企業管理職、専門職、上級公務員など）の公用車といった用途で需要を得て、第二次世界大戦勃発までに約1,500台が販売された。戦時中は軍のスタッフカーや輸送車のシャシーとしても生産された。特に、イギリス軍のバーナード・モントゴメリー元帥の専用車として使用されたものが有名である。

## マークI～III（1945年 - 1951年）
スーパー・スナイプは1946年に生産が再開され、改良を重ねながら1951年まで継続生産された。「輸出か死か」と言われた戦後イギリスの外貨不足から、輸出にも力が入れられた。
- 1946年登場のマークIの生産台数は3,909台で、戦前型と内容はほぼ同じであり、2,731 ccの「スナイプ」も存在した。
- 1948年にはマークIIとなり、ヘッドランプがフロントフェンダー内に一体化され、横置きリーフスプリングの前輪独立懸架となった。戦後は4ドアセダンのみとなっていた車体形式も、ファクトリー製のエステート、ティックフォード製の2ドアドロップヘッドクーペも選択可能となった。マークIIは8,361台生産された。
- マークIIIは1950年に登場し、8703台が生産された。外観上はマークIIと余り変わらなかったが、後輪サスペンションにパナールロッドが追加されて走行安定性が改善された。当時のザ・モーター誌のロードテストでは最高速度131.3 km/h、0 - 60マイル毎時加速19.1秒という、当時としてはまずまずの性能を示した。

## マークIV（1952年 - 1957年）
1952年に登場。外観はレイモンド・ローウィのデザインで一新され、1950年に登場したホーク・マークIVの戦後型ボディのホイールベースを152 mm延長したものになった。また、エンジンはグループ内のコマー・トラック用をベースとしたOHV直列6気筒4,138 ccに変更され、1955年以降はマニュアルトランスミッション（MT）にオーバードライブが付き、生産中止直前の1956年にはオートマチックトランスミッション（AT）も選択可能になった。1953年当時のザ・モーター誌のロードテストによる最高速度は146 km/h、0 - 60マイル毎時加速は14.7秒まで改善した。またオーストラリアでも1952年以降ノックダウン生産され、比較的成功を収めた。マークIVは17,993台が生産された。

## ニュー・スーパー・スナイプ（1958年 - 1967年）
1958年にシリーズはモデルチェンジされ、今度は「マーク*」ではなく、「シリーズ*」という番号が付けられることになった。車体は4気筒2,267ccエンジンのホークと共通化され、その6気筒エンジン版となった。新しい車体は従来のものより小型化されたが、より近代的な設計となったため居住空間はかえって拡大された。エンジンも小型化されて直列6気筒OHVの2,655ccとなったが、シリーズII以降はアームストロング・シドレー車用をベースとした2,965ccに拡大された。
ルーツでは、当時すでに「プルマン」や「インペリアル」という上級車種が消滅しており、ルーツ・グループのフラグシップ（高級車）としての役割をこの車種が担うこととなった。
生産台数はシリーズIが6,072台、シリーズIIが7,175台、シリーズIIIが7,257台、シリーズIVが6,495台、そしてシリーズVが1967年6月の生産終了までに3,032台生産された。ボディスタイルは4ドアのセダン、5ドアのエステートワゴンがあった。
- シリーズIIは1959年モデルとして登場し、前述のとおりエンジンが2,965ccに拡大された他、前輪ディスクブレーキが装着された。1960年のザ・モーター誌のロードテストでは最高速度は152.4km/hに向上したが、0-60マイル加速は 16.5秒と、4,138ccのマークIV時代には及ばなかった。
- 1960年登場のシリーズIIIは4灯式ヘッドライトとなった。
- 1962年のシリーズIVではエンジン出力が121馬力から124.5馬力に引き上げられた。
- 1965年に登場した最終版のシリーズVではルーフラインが平らになり、サイドウィンドーが6ライト式となった。エンジンにはゼニス製ツインキャブレターが装着され、最高出力は128.5馬力になった。またようやくトランスミッションがフルシンクロ化され、シリーズI以降途絶えていたAT、パワーステアリング、そしてメタリック塗装がオプションとして選択可能となった。また、ハンバー大型車の最後を飾るかのような高級セダンが「ハンバー・インペリアル」の名で追加され、こちらはレザートップとATが標準（MTも選択可能）であった。

## 日本への輸入
日本へは伊藤忠オートによって1950年代前半以降1960年代半ばまで輸入されたが、当時の日本における大型車の需要はアメリカ車が優位であり、ハンバー・スーパー・スナイプの販売台数はそれほど多くなかった。

## 登場作品
ルパン三世 カリオストロの城…カーチェイスシーンで敵が搭乗。ミニカーも発売されている。